# 6098 Mutojunkyu
6098 Mutojunkyu este un asteroid din centura principală, descoperit pe 31 octombrie 1991, de Masanori Matsuyama și Kazuo Watanabe.